# Кампо Лагуна (Кулијакан)
Кампо Лагуна (шп. Campo Laguna) насеље је у Мексику у савезној држави Синалоа у општини Кулијакан. Насеље се налази на надморској висини од 10 м.

## Становништво
Према подацима из 2010. године у насељу је живео 1 становник.

### Хронологија
| Година       | 2000           | 2005          | 2010 |
| ------------ | -------------- | ------------- | ---- |
| Становништво | 210 (120 / 90) | 185 (95 / 90) | 1    |

### Попис
| # | Индикатор                     | Вредност |
| - | ----------------------------- | -------- |
| 1 | Укупно домаћинстава           | 76       |
| 2 | Укупно насељених домаћинстава | 1        |
| 3 | Величина локације             | 1        |